# Viktória német császárné
Viktória német császárné és porosz királyné, született Viktória brit királyi hercegnő (angolul: Princess Victoria of the United Kingdom, Princess Royal, németül: Viktoria, Kaiserin von Deutschland und Königin von Preußen, teljes nevén Victoria Adelaide Mary Louisa; London, 1840. november 21. – Kronberg im Taunus, 1901. augusztus 5.) brit királyi hercegnő, Princess Royal, III. Frigyes német császárral kötött házassága révén 1888-ban Németország császárnéja és Poroszország királynéja.

## Származása és gyermekkora
Viktória királyi hercegnő – családi becenevén Vicky – 1840. novemberében látott napvilágot a Buckingham-palotában Viktória brit királynő és Albert szász–coburg–gothai herceg első gyermekeként. Míg legidősebb öccse, Albert Eduárd herceg meg nem született 1841. november 9-én, Viktória hercegnő volt a brit trón várományosa. Még Albert Eduárd világra jötte előtt, január 19-én Viktória királynő a „Princess Royal” címet adta legidősebb leányának, melyet a hercegnő egészen férjhezmeneteléig megtartott.
Oktatása már igen korán megkezdődött; és ámbár mindkét szülőjének egyaránt nagy beleszólása volt nevelésébe, a hercegnő és testvérei gyermekkorának meghatározó szereplője édesapjuk lett, aki személyesen tanította leányát filozófiára és politikatudományra. Albert herceg kisebb korukban is sokat játszott mindegyik utódjával, meghitt, családias környezetet alakítva ki számukra a királyi udvar csillogásától távol eső Osborne-házban, Wight szigetén. Első nevelőnője Lady Littleton volt, akitől a hercegnő szokatlanul korán megtanult írni és olvasni. Később elsajátította az angol mellett a német és a francia nyelveket is. Nevelői leírása szerint Viktória hercegnő intelligens, tehetséges leány volt, aki ellenben bizonyos kérdésekben rendkívül makacsnak bizonyult.

## Házassága és gyermekei

### Eljegyzése
Viktória brit királynő 1846-tól kezdve közeli kapcsolatot ápolt Auguszta porosz hercegnével és szász–weimar–eisenachi hercegnővel. Az 1848-as német forradalom után Auguszta hercegnő férje, Vilmos porosz herceg a brit fővárosba menekült a közvélemény haragja elől. 1851-ben a brit királyi pár meghívta az első világkiállításra Vilmos herceget, Auguszta hercegnét és két gyermeküket, Frigyest és Lujzát. Viktória hercegnő ekkor találkozott először majdani férjével, a nála kilenc évvel idősebb Frigyes herceggel. Négy évvel később a herceg Balmoralba látogatott, ekkor már azzal a céllal, hogy megkérje Viktória hercegnő kezét. A herceg nagybátyja, IV. Frigyes Vilmos porosz király támogatta a házassági tervet; a herceg elhatározása hátterében mégis leginkább édesanyja húzódott meg.
Frigyes herceg és Viktória hercegnő között a nagy korkülönbség ellenére is kölcsönös vonzalom alakult ki. Mikor a herceg megkérte választottja kezét, Albert herceg és Viktória királynő csak azzal a feltétellel adták beleegyezésüket, hogy a párnak várnia kell az esküvővel egészen Viktória hercegnő tizenhét éves koráig. A kézfogót 1856. május 17-én jelentették be a nagyközönség előtt. Angliában a közvélemény egyöntetűen ellenezte az eseményt, az újságcikkek nem találták méltó partnernek a „szegény, gyenge lábakon álló” és elnyomó politikát folytató Hohenzollern-házat a brit királyi családhoz. Poroszországban vegyes fogadtatásban részesült az eljegyzés híre: a liberális szelleműek örömhírként kezelték, felvilágosult, demokratikusabb politikát várva a brit hercegnő hatásától; ellenben a királyi udvar és a konzervatívok elutasították a házasság gondolatát.
Esküvőjéig hátralevő éveiben Viktória hercegnőt német származású édesapja készítette fel porosz hercegnéi szerepére. Albert herceg, német nemes lévén, igen nagy rálátással bírt a poroszok politikájára, amelyet megosztott leányával is, elültetve Viktória hercegnő fejében a porosz alkotmányos monarchia gondolatát. Ezalatt Auguszta hercegné jövendőbeli menyének fogadásával és udvara kialakításával volt elfoglalva. Albert herceg brit udvarhölgyeket szeretett volna leánya mellé, azonban a porosz udvar ebbe nem volt hajlandó beleegyezni, így végül Walburga von Hohenthal grófnőt és Marie zu Lynar grófnőt nevezték ki udvarhölgyeknek, akik korban közel álltak Viktória hercegnőhöz. Nem csak az udvartartás, de az esküvő színhelye is vitákra adott okot a porosz és a brit udvar között: a vőlegény családja azzal érvelt, hogy a trónöröklési sorban második helyet elfoglaló porosz hercegnek feltétlenül Berlinben kell oltár elé állnia; míg Viktória brit királynő nézetei szerint egy tényleges uralkodó legidősebb leányának joga van szülőföldjén házasodnia. A győzelmet Viktória királynő szerezte meg, így 1858. január 25-én Frigyes herceg és Viktória hercegnő a londoni Szent Jakab-palota termében esküdtek örök hűséget egymásnak.

### Családi élete és gyermekei
Viktória hercegné Németországba való költözésével élénk levelezés kezdődött meg a hercegnő és szülei között. Az ifjú hercegnő majdhogynem heti rendszerességgel beszámolt édesapjának és édesanyjának mindarról, ami a porosz udvarban történik. Viktória brit királynő, aki szerette, ha minden az ő ízlése szerint történik, a legapróbb részletekre is kiterjedő utasításokkal látta el legidősebb leányát. Viktória hercegnő nehezen illeszkedett be új otthonába; családias környezetben, liberális szellemben telt gyermekkora után nem tudott hozzászokni a porosz udvar merev etikettjéhez és ridegségéhez. Alattvalói a kezdetektől fogva ellenszenvvel viseltettek irányába, elsősorban politikai nézetei és angol származása miatt; maga a hercegnő pedig megvetéssel szólt Berlin elmaradottságáról: „Berlin akkoriban rettenetesen ócska hely volt. Csatornázás sehol, pocsékul kövezett utcák és szemét mindenütt. Az első években még fürdőszobám sem volt, de vécém, sőt vizem sem. És sehol egy szekrény: a ruháimat az útiládáimban kellett tartanom…”.
Viktória hercegné boldog, kiegyensúlyozott házasságban élt férjével. Első gyermekük 1859. január 27-én, közel egy évvel a házasságkötés után jött világra. Viktória hercegnő orvosai már a kezdetektől fogva gyanították, hogy az anya nehéz szülés előtt áll; a gyermek és a hercegnő haláláról szóló jóslataikat még az újságok is megírták. A várakozásokkal ellentétben mind az anya, mind az újszülött gyermek életben maradt. A fiút műtéttel segítették világra, melynek során egy műhiba folytán megbénult a bal karja. A szülők igyekeztek eltitkolni a család elől az ifjú Vilmos herceg fizikai fogyatékosságát; amikor mégis kiszivárgott a hír, a porosz társadalom a hercegné és angol orvosai ellen fordult, őket téve felelőssé a szerencsétlenségért. 1860. július 24-én a hercegi pár második gyermeke minden komplikáció nélkül látott napvilágot.

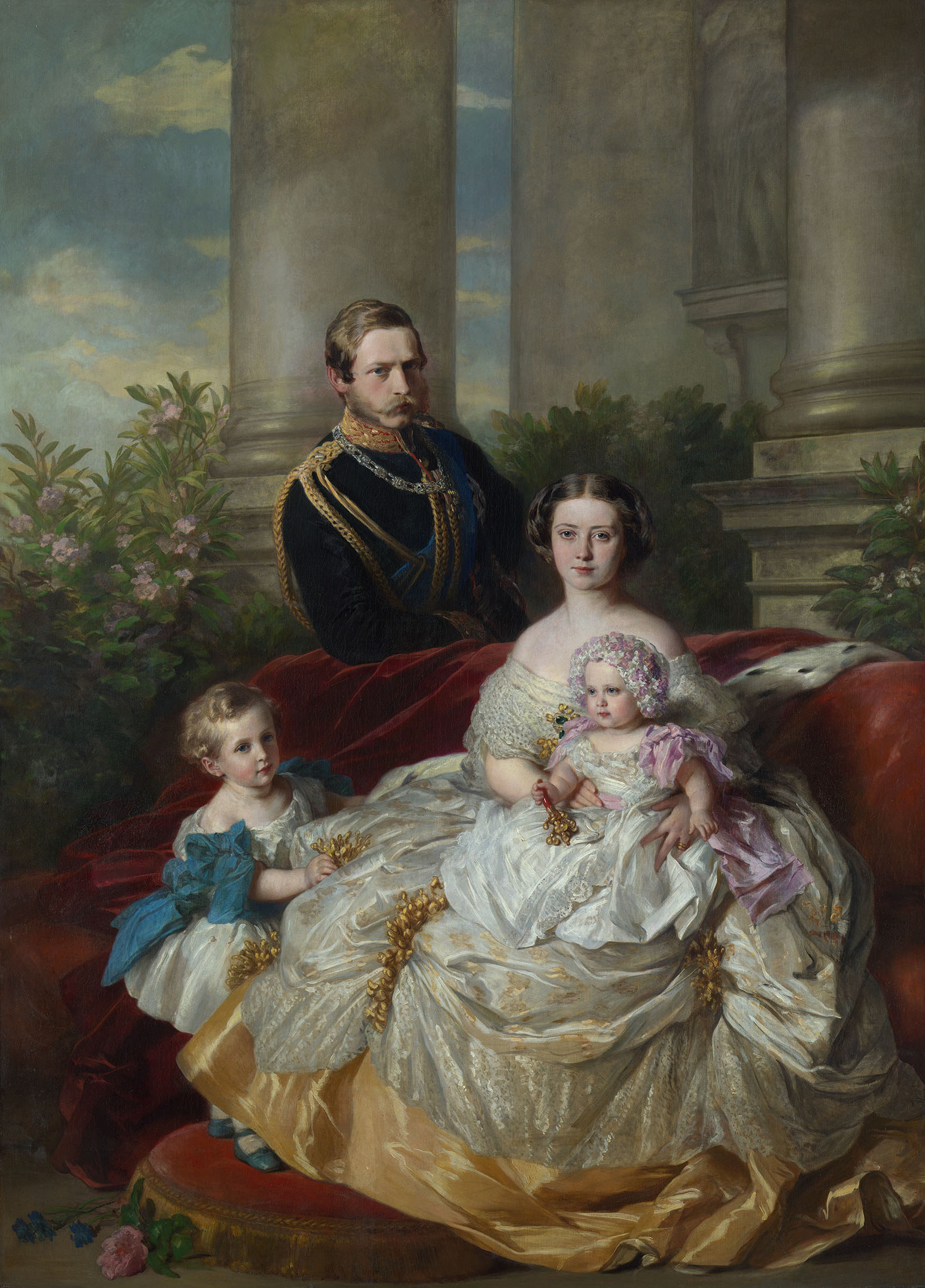
Viktória hercegnő férjével és két gyermekével (1862; Franz Xaver Winterhalter)

A hercegné mindent elkövetett annak érdekében, hogy elsőszülött fia kezét meggyógyítsák. Ellentmondást nem tűrően várta el Vilmos hercegtől, hogy teljesítse a rá kirótt feladatokat, még ha azok sorvadt karja miatt fájdalommal jártak is. A trónörökösné igényes, szigorú anyaként felügyelte gyermekeit. Ugyanolyan boldog gyermekkort szeretett volna nekik biztosítani, mint ami neki is osztályrészül jutott az Osborne-házban; ámde a porosz hagyományok ezt nem tették lehetővé. Fiait kiskoruktól kezdve katonai nevelésben részesítették, magának a hercegnének ebbe kevés beleszólása volt. Legidősebb leánya, Sarolta hercegnő különösen nehezen kezelhető, rossz tanulmányi eredményeket felmutató gyermek volt; e tulajdonságai feltehetően genetikai rendellenességre vezethetőek vissza.
Viktória hercegnőnek és Frigyes hercegnek nyolc gyermeke született; két fiuk kisgyermekként elhalálozott:
- Vilmos herceg (1859–1941), Németország császára és Poroszország királya
- Sarolta hercegnő (1860–1919), házassága révén Szász–Meiningen uralkodó hercegnéje
- Henrik herceg (1862–1929), a Német Császári Haditengerészet tengernagya
- Zsigmond herceg (1864–1866), kisgyermekként elhalálozott agyhártyagyulladás következtében
- Viktória hercegnő (1866–1929), házassága révén schaumburg–lippei hercegné
- Valdemár herceg (1868–1879), gyermekként elhalálozott torokgyík következtében
- Zsófia hercegnő (1870–1932), házassága révén Görögország királynéja
- Margit hercegnő (1872–1954), házassága révén Hessen–Kassel őrgrófnéja.

### Trónörökösnéként a porosz udvarban
1861. január 2-án elhunyt IV. Frigyes Vilmos porosz király, az ország trónjára így öccse, Vilmos király került; míg Frigyes herceg és Viktória hercegné a porosz trón várományosai lettek. A királyi udvar egyre több korlátozást vezetett be annak érdekében, hogy ne érvényesülhessen Viktória hercegnő és brit rokonai liberális hatása. Az uralkodó nem emelte a trónörökös házaspár jövedelmét, illetve külföldi utazásokat csak királyi engedéllyel lehetett tenni. Albert herceg, Viktória hercegnő édesapja levélben szólította fel Vilmos királyt a porosz alkotmány letételére és az állam modernizálására; azonban mindezzel csak azt érte el, hogy elhidegüljön a trónörökös és az édesapja között fennálló viszony.

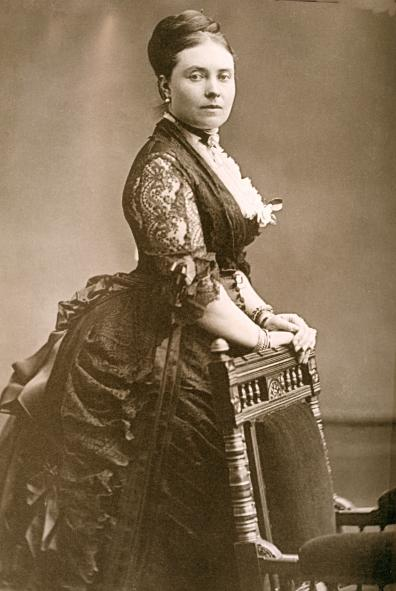
Viktória porosz és német trónörökösné

1862. szeptember 22-én a király Otto von Bismarck herceget és grófot tette meg porosz miniszterelnökké. A konzervatív Bismarck mélységes ellenszenvvel viseltetett Viktória hercegnő és férje irányába, de nem szívelte Auguszta királynét sem. A trónörökösi párra nehezedő nyomás egyre nőtt, ahogy Bismarck hatalma mindinkább érvényesült. A miniszterelnök azzal vádolta meg Frigyes herceget, hogy „liberális kört” szervez maga köré, illetve hogy túl nagy szabadságot követel a sajtó részére; mindezek mögött pedig Viktória hercegnőt sejtette. A trónörökösné helyzetén sokat rontott az, hogy fivére feleségül vette Alexandra dán királyi hercegnőt, ennek kapcsán ugyanis közös dán–angol szervezkedést véltek felfedezni Poroszország ellen. Az 1864-ben kezdődő, Schleswigért és Holsteinért vívott porosz–osztrák–dán háború alatt Viktória hercegnét több olyan vád is érte, miszerint „nem eléggé porosz”. Frigyes herceg katonaként vett részt a harcokban, akárcsak a két évvel későbbi porosz–osztrák háborúban, amelyet családi tragédia árnyékolt be: 1866. június 18-án a házaspár negyedik gyermeke, az alig kétéves Zsigmond herceg meghalt agyhártyagyulladás következtében. Fia halála mélyen érintette Viktória trónörökösnét, a porosz udvari etikett és a háborús helyzet ellenben nem hagyott számára elég időt a gyászhoz és tragédia feldolgozásához. Sem édesanyja, sem anyósa nem állt mellé a nehéz időkben. A porosz–osztrák háború eredményeként Poroszország számos német államot szállt meg, többek között Hannover királyságát; az ily módon porosz vezetéssel létrejövő Észak-német Szövetséget Frigyes trónörökös örömmel, hitvese kellő távolságtartással és csekély lelkesedéssel fogadta.
Az 1870-es évek elejéig Frigyes trónörökös számtalan európai utazást tett, a korábbi időkkel ellentétben erre felesége nem kísérte el. Viktória hercegné – Zsigmond herceg halálának hatására – úgy érezte, nem tölt elég időt gyermekeivel, így egyre több idejét akarta nekik szentelni. Reprezentatív feladatainak mennyisége is növekedett, ezzel párhuzamosan pedig romlott kapcsolata mind anyósával, mind édesanyjával. A porosz–francia háború alatt a trónörökösné a közvélemény elvárásainak megfelelően kórházakat látogatott és sebesülteket ápolt; ámbár Bismarck és a sajtó megint kiemelték hazafiatlanságát, amiért nem értett egyet a harcokkal. 1871. január 18-án, a németek győzelme után kikiáltották a Német Császárságot, így Frigyes herceg és Viktória hercegné nemcsak Poroszország, de az egyesült Németország trónjának örökösei lettek.
A hercegné szabadidejében szívesen olvasott Goethét, Lessinget, Heinét és John Stuart Millt. Kedvelt időtöltése volt még a festészet is, melyhez nagy tehetsége volt; Heinrich von Angeli és Anton von Werner is adott magánórákat a trónörökösné számára. 1877-ben a nők oktatásának támogatásaként megalapította a „Victoriaschule für Mädchen” intézményt; később „Victoriahaus zur Krankenpflege” néven angol mintára kórházat hozott létre. Mindeközben heves csatákat vívott Bismarckkal, aki megkísérelt beleavatkozni a hercegné gyermekeinek magánéletébe. A kancellár tiltakozása folytán Viktória hercegnő, a második leány nem mehetett nőül szíve választottjához, Sándor battenbergi herceghez.

## Német császárnéként és porosz királynéként

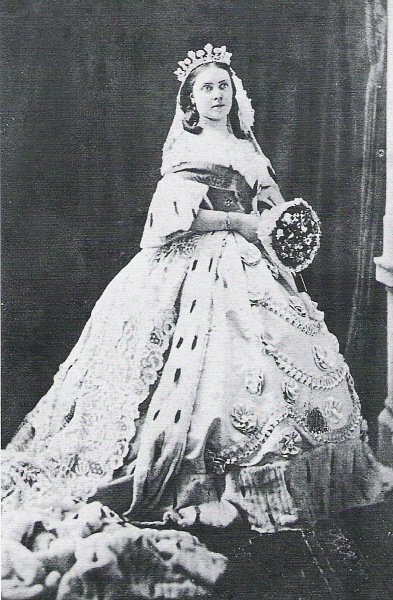
Viktória mint trónörökösné díszruhában, 1865

A kilencvenedik életévében járó I. Vilmos császár egészsége mind jobban gyengült; viszont Frigyes trónörökös is beteg lett. Az orvosok, akik megvizsgálták a herceget, gégerákra gyanakodtak, minekutána a herceg Morell Mackenzie angol származású gégészt kérte fel személyes orvosának. A császár hanyatló állapota miatt a trónörökös párra egyre nagyobb szükség volt, ugyanakkor Bismarck nem mozdult el pozíciójából, nehogy politikai szempontból a németek számára veszélyessé váljék Viktória hercegné befolyása férjére.
A házaspár az itáliai San Remó-ba utazott a koronaherceg további kivizsgálásához. Az orvosok azt jósolták Frigyes hercegnek, hogy hamarosan el fogja veszíteni hangját, és egy komoly műtétet javasoltak. Viktória hercegné egyetértett a doktorokkal, és igyekezett meggyőzni férjét az operáció szükségességéről. 1888. március 9-én elhunyt I. Vilmos császár, halálhírére Frigyes herceg és neje az azonnali hazatérés mellett határozták el magukat, elvetvén a műtét kérdését. Immár III. Frigyes német császárként és porosz királyként az új uralkodó néhány formális intézkedéssel kezdte meg országlását: szabadon engedték a politikai foglyokat és lemondásra kényszerítették Robert Viktor von Puttkamer belügyminisztert. Maga Viktória császárné és királyné megnövekedett hatalmát arra próbálta felhasználni, hogy keresztülvigye leánya és Sándor battenbergi herceg házasságát; kísérletei azonban kudarc fulladtak.
1888. június 15-én, kilencvenkilenc napnyi uralkodás után III. Frigyes császár és király belehalt betegségébe. Örököse, II. Vilmos még édesapja eltávozta előtt elfoglalta magának a császári palotát; s napokon belül távozásra kényszerítette édesanyját. II. Vilmos – részben a családon belüli ellentétekből hasznot remélő Bismarck hatására – szembefordult megözvegyült édesanyjával. Az uralkodó átkutatta szülei minden szobáját személyes levelezésük után; mivel meg akarta szerezni édesanyja és nagyanyja, Viktória brit királynő levelezését. Császári parancsra a megboldogult III. Frigyest olyan sietve temették el, hogy Viktória anyakirályné nem tudott részt venni férje búcsúztatásán. A császárnét mélyen érintette és nagyon megviselte szeretett férje elvesztése: „Megköszönöm az Úristennek, hogy az ő szívét nem érte annyi szenvedés, mint amennyit az enyémnek kellett elviselnie! Már nem vagyok a felesége. Az özvegye vagyok! Hogy fogom elviselni, hogy így elszakadtunk egymástól?” – írta egy levelében édesanyjának.

### „Kaiserin Friedrich”
A megözvegyült Viktória anyakirálynét és császárnét a közvélemény hamar csak a „Kaiserin Friedrich” néven kezdte emlegetni. A gyászoló császárné ideiglenesen a királyi kézen lévő Bornstedt udvarházába vonult vissza. Környezetét, személyi titkárját, bizalmasait és bensőséges barátait fia fokozatosan eltávolította mellőle; valamelyiküket még le is tartóztatták. 1889-ben, hosszas keresgélés után Kronberg am Taunus városa mellett az özvegy császárné kijelölte azt a helyet, ahol rezidenciáját kellett felépíteni. A férje emlékére Friedrichshof névre keresztelt kastély 1894-re készült el; addig Viktória anyakirályné Sanssouci palotájában lakott.
Az egykori császárné teljesen mellőzötté vált, elsősorban továbbra is vallott liberális nézeteinek köszönhetően. Viszonya legidősebb fiával az évek folyamán egyre jobban elhidegült: „Vilmos soha nem látogat meg engem, és senki nem vesz rólam tudomást. Én vagyok a kocsiban az ötödik kerék!”. Egyedül leányai tartottak ki mellette; bár házasságuk után egyre kevesebb időt töltöttek édesanyjukkal. 1890-ben, Auguszta anyacsászárné halálát követően betöltetlenül maradt a császárné által alapított számtalan jótékonysági szervezet elnöki széke. Kaiserin Friedrich szívesen elvállalta volna ezek vezetését, így akarván újból feltűnni a közéletben. Végül leányaival kellett osztoznia e pozíciókon.
Miután az udvarban továbbra sem látták szívesen, a volt császárné egyre inkább visszavonult a nyilvánosságtól. Napjai csendes magányban teltek Friedrichshof falai között, leányai mellett egyetlen társasága jóformán édesanyja volt, akivel továbbra is rendszeresen levelezett. 1898-ban egy Balmoralba tett látogatás során emlőrákot diagnosztizáltak nála. A nagy szenvedéseket okozó kór terjedése következtében élete utolsó hónapjaiban az anyakirályné ágyhoz kötött beteg lett. 1901. augusztus 5-én távozott a másvilágra, alig pár hónappal édesanyja halála után. Férje és két fiatalként elhalálozott gyermeke oldalára temették el a potsdami királyi mauzóleumba. Friedrichshof kastélya legkisebb leányára, Margit hercegnőre maradt, így a Hesseni-ház birtokába került.

## Fordítás
- Ez a szócikk részben vagy egészben a Victoria von Großbritannien und Irland (1840–1901) című német Wikipédia-szócikk ezen változatának fordításán alapul.  Az eredeti cikk szerkesztőit annak laptörténete sorolja fel. Ez a jelzés csupán a megfogalmazás eredetét és a szerzői jogokat jelzi, nem szolgál a cikkben szereplő információk forrásmegjelöléseként.